# Stade Ernest-Pohl
Pour l’article homonyme, voir Pohl.
Le stade Ernest-Pohl (stadion im. Ernesta Pohla en polonais) ou Arena Zabrze pour des raisons de marketing est un stade polonais de football situé à Zabrze. Construit en 1934, il est inauguré le 2 septembre et devient la résidence officielle du Górnik Zabrze lors de sa création, le 14 décembre 1948. Il porte le nom du célèbre attaquant du club Ernest Pohl, multiple champion de Pologne avec le Górnik et qui est à ce jour le meilleur buteur de toute l'histoire du championnat et le quatrième meilleur buteur de l'histoire de l'équipe nationale polonaise.
Le stade est actuellement en rénovation et pourra accueillir 31 871 personnes à la fin des travaux.

## Historique

### Prend le chemin de la modernisation

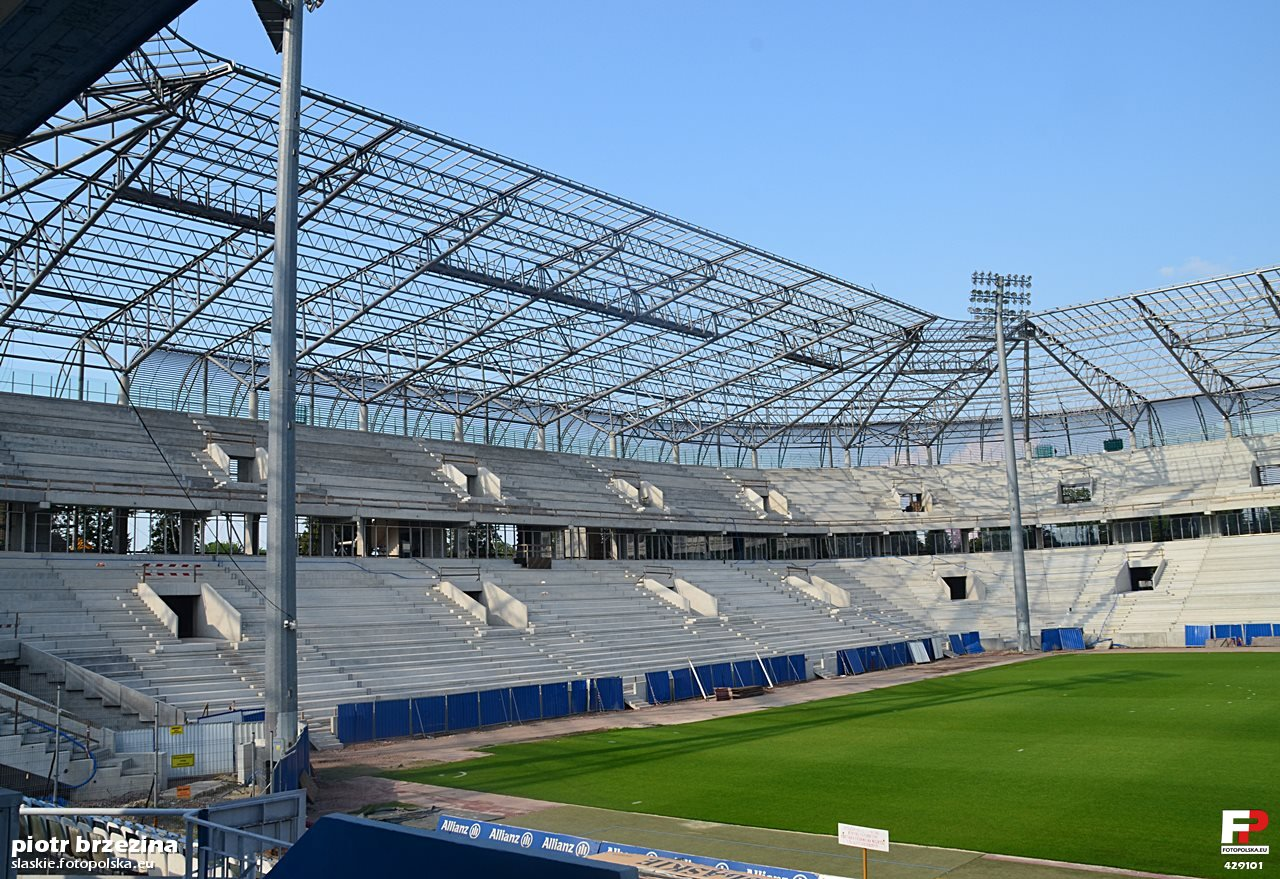
Intérieur du stade (juillet 2013).

Très ancien et en mauvais état, de nombreuses modernisations sont imaginées pour le stade, sans succès de réalisation.
En 2011, le projet imaginé par la société polonaise Polimex-Mostostal est retenu par la ville. Il prévoit deux grandes phases : la construction de trois nouvelles tribunes à la place de celles existantes (la durée du chantier est estimée à vingt mois) puis la reconstruction de la tribune présidentielle, afin que le Górnik Zabrze n'ait pas à déménager durant les travaux. La capacité du stade sera amenée à 31 871 places assises et entièrement couvertes.
Cependant, d'importants retards sont constatés durant les travaux, dus en grande partie aux conditions météorologiques et aux problèmes financiers de la société de construction, et retardent l'inauguration du nouveau stade. Initialement prévue pour avril 2013, la fin de la première phase est repoussée au mois de novembre, puis au début d'année 2014. Le Górnik, qui occupe les premières places du classement mais ne peut accueillir que 3 000 personnes dans son enceinte, ne peut pas l'ouvrir entièrement pour le début de la saison 2014-2015 comme prévu. Le 25 novembre, le contrat passé entre le gérant du stade et l'entrepreneur est résilié, ce qui entraîne d'énormes retards. En effet, le chantier est à l'arrêt par manque d'argent, et n'évolue pratiquement pas durant l'année 2014. En 2015, la situation ne change pas et menace l'avenir du club, qui cherche un stade pour la saison 2015-2016, les normes de la ligue portant à 4 500 le nombre minimal de places pour un stade de première division.

## Évènements

### Rencontres internationales
Le stade a accueilli plusieurs matches de l'équipe de Pologne, le premier ayant eu lieu le 17 octobre 1984 face à la Grèce, lors des éliminatoires de la Coupe du monde 1986.